# Músculo cigomático menor
El músculo cigomático menor es un músculo de la cara, se encuentra en la mejilla, pequeño en forma de cinta.
Se inserta en su origen en la parte inferior de la cara externa del pómulo; por abajo en la piel del labio superior.
Lo inerva el nervio facial.
Funciona como elevador y abductor de la parte media del labio superior